# San Joaquín (Boliwia)
San Joaquín – miasto w Boliwii, w departamencie Beni, w prowincji Mamore.